# 나카하라촌 (구마모토현 호타쿠군)
나카하라촌(일본어: 中原村)은 일본 구마모토현의 북부, 호타쿠군에 있던 촌이다.

## 역사
- 1889년 4월 1일 - 정촌제 시행에 의해 다쿠마군 나카하라촌이 성립하였다.
- 1892년 - 아키타군과 합병해 호타쿠군이 되었다.
- 1941년 1월 1일 - 나카지마촌, 오키신촌, 나카하라촌이 합병해 새로운 나카지마촌이 성립하였다.

## 참고 문헌
- 角川日本地名大辞典編纂委員会, 『角川日本地名大辞典 43 熊本県』1987, 角川書店